# Épineuse
Épineuse ist eine französische Gemeinde mit 282 Einwohnern (Stand 1. Januar 2022) im Département Oise in der Region Hauts-de-France. Sie gehört zum Arrondissement Clermont, zur Communauté de communes de la Plaine d’Estrées und zum Kanton Estrées-Saint-Denis.

## Geographie
Die Gemeinde Épineuse liegt 19 Kilometer westlich von Compiègne und 13 Kilometer östlich von Clermont. Im Süden der Gemeinde liegt der Wald Bois de Favières.

## Geschichte
Im Mittelalter stand in Épineuse ein Schloss. Am 7. Oktober 1870 landete Léon Gambetta, der das belagerte Paris in einem Freiballon verlassen hatte, in Épineuse.

## Bevölkerungsentwicklung
| Jahr                       | 1962 | 1968 | 1975 | 1982 | 1990 | 1999 | 2006 | 2012 | 2021 |
| -------------------------- | ---- | ---- | ---- | ---- | ---- | ---- | ---- | ---- | ---- |
| Einwohner                  | 168  | 173  | 177  | 196  | 230  | 233  | 273  | 266  | 275  |
| Quellen: Cassini und INSEE |      |      |      |      |      |      |      |      |      |

## Sehenswürdigkeiten
- Kirche Saint-Aignan
- 1889 eingeweihtes an die Landung Gambettas im Jahr 1870 erinnerndes Monument d’Epineuse
- Herrenhaus aus dem 16. Jahrhundert
- Wasserturm